# Anas wyvilliana
El pato de Hawái, ánade hawaiano o  ánade de Hawaï (Anas wyvilliana) es una especie de ave anseriforme de la familia Anatidae endémica de las islas mayores de Hawái. Algunas autoridades lo tratan como una subespecie del ánade real, basándose en su capacidad de producir híbridos fértiles, pero son de una apariencia bastante diversa y la capacidad de hibridación desempeña un papel poco importante en la taxonomía de los ánades reales. Los nativos de Hawái nombran a este pato koloa maoli.

## Descripción
Los machos tienen una longitud corporal de unos 50 cm; son más grandes que las hembras, que miden unos 45 cm. Ambos sexos son de color marrón, parecidos a una hembra de ánade real.
Las plumas son de un color azul-verdoso, bordeadas de blanco a ambos lados. La cola es generalmente oscura, a diferencia de la cola blanca y negra de un ánade real.
El macho adulto tiene la cabeza y el cuello de un tono más oscuro, que incluso puede ser de color verde. El plumaje de un macho de un año de edad se parece al plumaje de un ánade real.
Las patas y piernas son de color naranja. El pico de los machos es de color verde oliva y el de las hembras de un naranja pálido con marcas oscuras.
Otra diferencia entre el pato hawaiano y el ánade real es su voz: el koloa maoli cuaquea como un ánade real, pero menos severo y vocal. Sin embargo, la voz del pato hawaiano es más suave que la de un ánade real.

## Comportamiento
El pato hawaiano es un ave muy cautelosa y a menudo se le encuentra en parejas, en lugar de en grandes grupos. Se reproducen en humedales, valles de ríos, arroyos y montañas, pero no se adaptan bien a los cambios que la Humanidad ha causado en su hábitat.

### Alimentación
Su dieta consiste en vegetación de aguas dulces, moluscos, insectos y otros invertebrados acuáticos.

### Reproducción
Algunas parejas anidan durante todo el año, pero la principal época de reproducción es de diciembre a mayo. Durante la época de reproducción se ve a las parejas, a menudo, participar en espectaculares vuelos nupcial. Ponen de dos a diez huevos en un nido bien oculto, forrado con plumas. Poco después del empollamiento, los jóvenes ya pueden nadar, pero no pueden volar hasta cumplir las nueve semanas. 

## Distribución y hábitat
Originalmente el pato hawaiano habitaba todas las islas principales de Hawái, con excepción de la isla de Lanai. Ahora, solo se le encuentra en la isla de Kauai. Esta especie fue extinguida en todas las demás islas, pero la población ha sido restablecida en Oahu, Hawái y Maui, mediante la liberación de aves criadas en cautividad. Sin embargo, todos los patos hawaianos han establecido poblaciones mixtas con ánades reales y han producido descendencia híbrida. En consecuencia, patos hawaianos "puros" solo se encuentran en Kauai. 

## Amenazas
El pato de Hawái está clasificado por la UICN como amenazado. Sobre todo los gatos, las ratas y las mangostas, que se comen los huevos y a los jóvenes, amenazan al pato hawaiano.
El cruzamiento con los ánades reales también es un problema importante, ya que los híbridos parecen adaptarse más difícilmente a los ecosistemas locales, y aún es bastante común debido al alto número de ánades reales. Varios intentos de reintroducir al pato hawaiano han fracasado debido a que los patos híbridos, criados en cautividad, tienen grandes problemas de adaptase al ecosistema.